# Scandalo
Pour plus de détails, voir Fiche technique et Distribution.
Scandalo est un film italien réalisé par Salvatore Samperi, sorti en 1976.

## Fiche technique
- Titre : Scandalo
- Réalisation : Salvatore Samperi
- Scénario : Salvatore Samperi et Ottavio Jemma (en)
- Photographie : Vittorio Storaro
- Montage : Sergio Montanari
- Musique : Riz Ortolani
- Pays d'origine : Italie
- Format : Couleurs - Mono
- Genre : érotique
- Date de sortie : 1976

## Distribution
- Franco Nero : Armand
- Lisa Gastoni : Eliane Michoud
- Raymond Pellegrin : Professeur Henri Michoud
- Andréa Ferréol : Juliette
- Claudia Marsani